# 합천 해인사 내전수함음소 권490 목판
합천 해인사 내전수함음소 권490 목판(陜川 海印寺 內典隨函音疏 卷四百九十 木板)은 경상남도 합천군 해인사에 있는, 고려시대의 1245년(고려 고종 32)에 대장도감에서 판각하여 완성한 경판이다. 
2013년 7월 16일 대한민국의 보물 제1806호로 지정되었다.

## 개요
내전(內典)은 부처의 설법을 담은 불경이고 음소(音䟽)는 음에 대한 해석을 뜻하는 것으로, 내용은 대승불교에서 가장 중시하는 여섯 가지 실천덕목인 육바라밀다(六波羅蜜多)를 설명한 것에 대한 주석이다.
본문은 반야(般若)가 한역한 대승이취육바라밀다경(大乘理趣六波羅蜜多經)의 10권에 대한 음의(音義)가 수록되었고, 권말에는 ’을사세 고려국 대장도감 봉칙조조(乙巳歲高麗國 大藏都監 奉勅雕造)‘의 간기가 있다.
지금까지 대장경목록에도 없이 인쇄본만 알려져 있었으므로 이 경판은 대장경 연구에 중요한 자료로 평가된다.

## 같이 보기
- 해인사

## 참고 자료
- 합천 해인사 내전수함음소 권490 목판 - 국가유산청 국가유산포털